# Alejandro Ruidíaz
Alejandro Ruidíaz (Avellaneda, 3 de setembro de 1969) é um ex-futebolista profissional argentino que atuava como defensor.

## Carreira
Alejandro Ruidíaz se profissionalizou no Independiente, e também atuou no futebol japonês.

## Seleção
Alejandro Ruidíaz integrou a Seleção Argentina de Futebol nos Jogos Olímpicos de 1988, de Seul.